# الانفصالية في تركيا

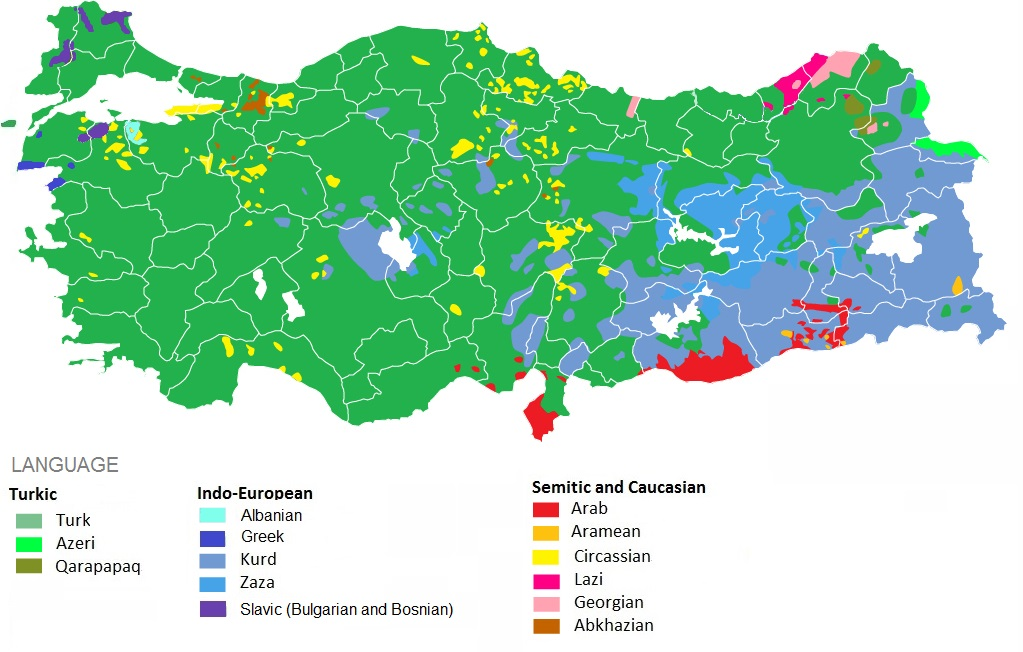
الجماعات العرقية في تركيا

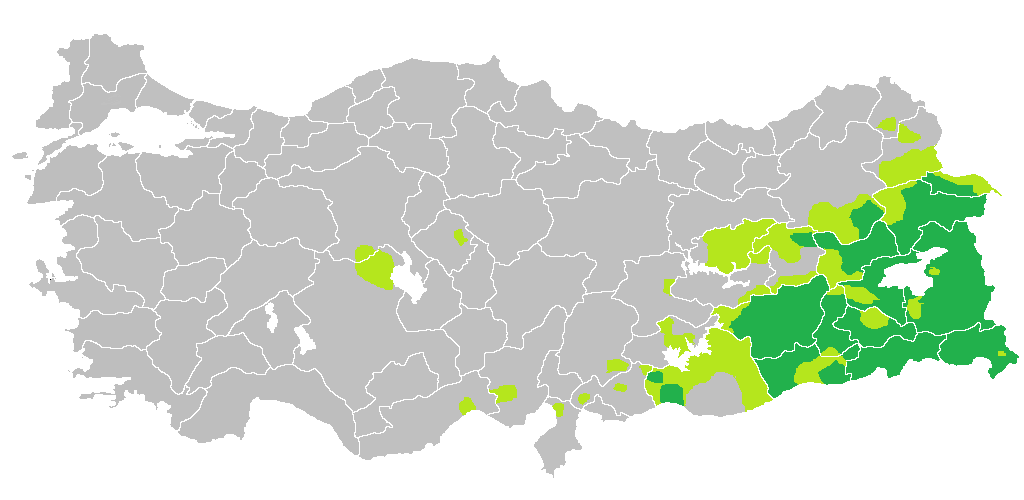
خريطة توضح مناطق الأغلبية الكردية داخل تركيا

الانفصالية في تركيا هي ظاهرة ناجمة عن رغبة عدد من المجموعات العرقية التي تعيش في تركيا في تشكيل دول وطنية مستقلة.

## الانفصالية الكردية
في بداية القرن الحادي والعشرين، ظل الأكراد أكبر المجموعات التي لا تتمتع بدولتهم الخاصة. نصت معاهدة سيفر بين تركيا والوفاق الثلاثي (1920) على إنشاء كردستان مستقلة. ومع ذلك، لم تدخل هذه الاتفاقية حيز التنفيذ وتم إلغاؤها بعد توقيع معاهدة لوزان (1923). وفي عشرينيات وثلاثينيات القرن الماضي، تمرد الأكراد عدة مرات ضد السلطات التركية دون جدوى.
في أغسطس 1984، أعلن حزب العمال الكردستاني الحرب على السلطات التركية، وهي حرب مستمرة حتى اليوم. قدّم حزب العمال الكردستاني حتى عام 1999 المطلب الأكثر تطرفًا - إعلان كردستان واحدة ومستقلة، وتوحيد الأراضي الكردية التي أصبحت الآن جزءً من حدود دولة تركيا وإيران والعراق وسوريا.
منذ عام 1999، طرح حزب العمال الكردستاني متطلبات قريبة ومفهومة لمعظم السكان الأكراد، وهي: منح الحكم الذاتي، والحفاظ على الهوية الوطنية، والمساواة العملية للأكراد في الحقوق مع الأتراك، وفتح المدارس الوطنية، وإدخال التلفزيون والبث الإذاعي الكردي.

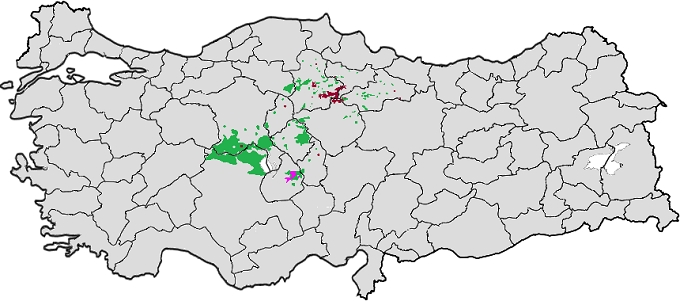
أكراد وسط الأناضول
خريطة اللغات الكردية
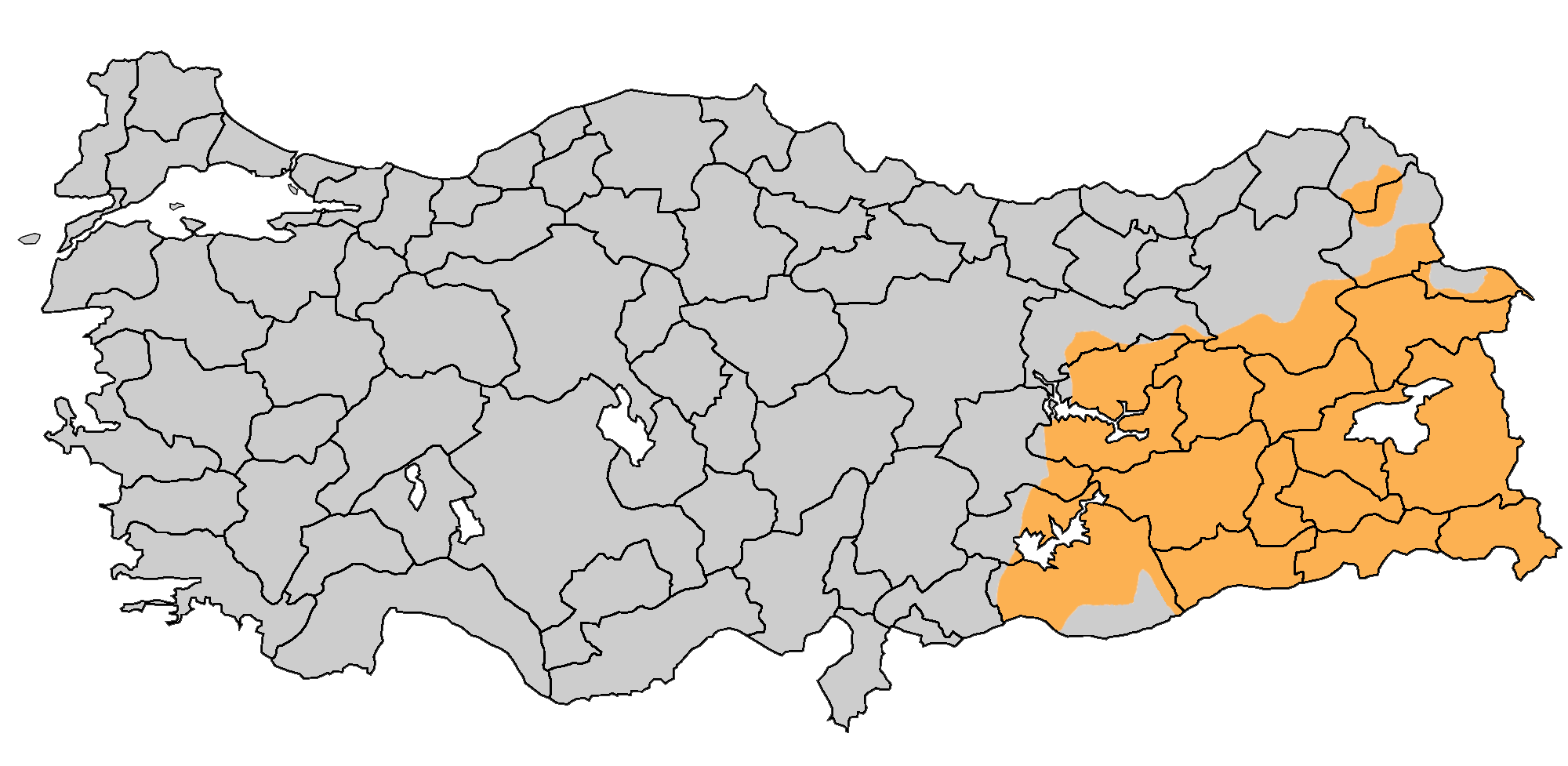
كردستان التركية

## الانفصالية الأرمنية

التقسيم المخطط للدولة العثمانية وفقًا لمعاهدة سيفر لعام 1920

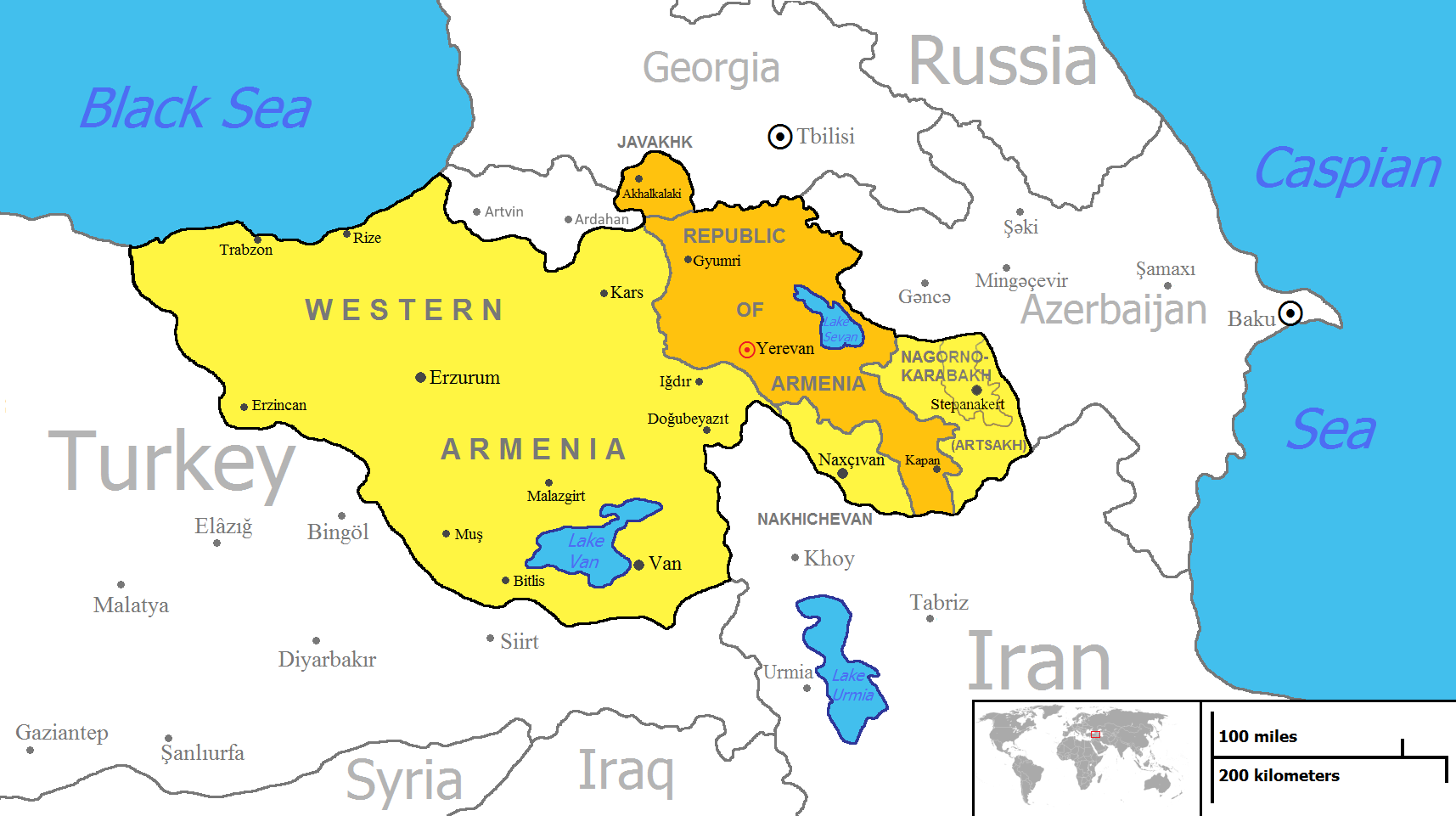
المفهوم الحديث لأرمينيا الموحدة كما ادعى الاتحاد الثوري الأرمني.
البرتقالي: المناطق المأهولة بأغلبية ساحقة من الأرمن (جمهورية أرمينيا: 98%؛ ناغورنو كاراباخ: 99%؛ جافاخيتي: 95%)
الأصفر: مناطق أرمنية تاريخية لا يوجد بها حاليًا عدد أرمن أو عدد قليل منهم (أرمينيا الغربية وناختشيفان)

أرمينيا الغربية (بالأرمنية الغربية: Արեւմտեան Հայաստան)، تقع في غرب آسيا، مصطلح يستخدم للإشارة إلى الأجزاء الشرقية من تركيا (الدولة العثمانية سابقًا) التي كانت جزءً من الوطن التاريخي للأرمن. ظهرت أرمينيا الغربية، التي يشار إليها أيضًا باسم أرمينيا البيزنطية، عقب تقسيم أرمينيا الكبرى بين الإمبراطورية البيزنطية (أرمينيا الغربية) وبلاد فارس الساسانية (أرمينيا الشرقية) في 387 م.
احتل العثمانيون المنطقة في القرن السادس عشر خلال الحرب العثمانية الصفوية (1532–1555) ضد خصومهم الصفويين الإيرانيين. انتقل الحكم العثماني للمنطقة من الأولى إلى الأخيرة وأصبح حاسمًا فقط بعد الحرب العثمانية الصفوية (1623-1639). أصبحت المنطقة تعرف باسم أرمينيا التركية أو أرمينيا العثمانية. وخلال القرن التاسع عشر، غزت الإمبراطورية الروسية كل أرمينيا الشرقية من إيران، وكذلك بعض أجزاء أرمينيا التركية، مثل قارص. لقد تأثر السكان الأرمن في المنطقة خلال المذابح الواسعة للأرمن في تسعينيات القرن التاسع عشر.
الأرمن الذين يعيشون في أراضي أجدادهم تم إبادتهم أو ترحيلهم من قبل القوات العثمانية خلال الإبادة الجماعية للأرمن عام 1915 وعلى مدى السنوات التالية. يعتبر التدمير المنهجي للتراث الثقافي الأرمني، الذي استمر أكثر من 4000 عام، مثالاً على الإبادة الثقافية.
يعيش الأرمن المندمجون والمختفون في المنطقة اليوم فقط، ويدعي بعض الأرمن الوحدويين أنها جزءٌ من أرمينيا المتحدة. كان الحزب السياسي الأبرز مع هذه الآراء هو الاتحاد الثوري الأرمني.